# Unión Centroamericana de Fútbol
Unión Centroamericana de Fútbol (în traducere din spaniolă „Uniunea de Fotbal a Americii Centrale”), cunoscută mai frecvent sub acronimul UNCAF, este o confederație regională care reprezintă echipele naționale de fotbal din America Centrală: Belize, Costa Rica, El Salvador, Guatemala, Honduras, Nicaragua și Panama. Federațiile naționale menționate fac parte din CONCACAF.